# Rasmus Rue
Rasmus Vilhelm Rasmussen Rue (7. januar 1863 i Nørre Søby – 28. oktober 1944 i København) var en dansk arkitekt, fader til arkitekt Tage Rue og litteraturhistoriker og kunstkritiker Harald Rue.
Rasmus Rue var søn af husmand Rasmus Rasmussen Rue og Maren Madsdatter, kom i snedkerlære og dimitteredes fra Odense Tekniske Skole 1889. Han gik på Kunstakademiet fra september 1889 til afgang maj 1897. Rue havde egen tegnestue fra 1899, var ansat under Marineministeriet 1889-99, var arkitekt ved Orlogsværftet fra 1899 og bygningsinspektør for Nyboder 1899-1935 samt lærer i husbygning ved Teknisk Skole 1898-1910.
Gift 3. juni 1892 i Gestelev med Mathie Rasmussen (9. marts 1863 i Nørre Søby – 7. juli 1938 i København), datter af gårdejer Rasmus Hansen og Karen Mathiasdatter. Rue er begravet på Solbjerg Parkkirkegård.

## Værker
- De grå stokke i Nyboder (1886-93, sammen med Olaf Schmidth, fredet)
- Modelkammeret på Frederiksholm til Marinens modeller (1892, sammen med C.T. Andersen, fredet)
- Københavns Grundejerforenings bygning, Nørre Voldgade 2, København (1904)
- Beboelsesejendom Ordrupvej 100-100A (1904).
- Tårnet til Immanuelskirken og det tilstødende bygningskompleks, Forhåbningsholms Allé 18/Svanholmsvej 15, Frederiksberg (1904-05, sammen med Andreas Clemmensen, beboelseshusene præmieret)
- Villa, Egholmvej 2 (1907)
- Gravsten over Marie Rasmussen på Solbjerg Parkkirkegård (1908)
- Gestelev Forskole (1911)
- Vesterborg på Jacobys Allé 14-16, Schlegels Allé 8 og Asmussens Allé 1-5, Frederiksberg (1915)
- Filips Kirke med menighedshus og præstebolig, Kastrupvej (1923-27)
- Sommerhus på Kaningårdsskrænten ved Furesøen

Projekt:
- Bygning for Handels- og Kontoristforeningen, Vesterbrogade (1. præmie 1899, sammen med Rasmus Jensen)